# Мюррей, Дженн
Дженн Элизабет Мю́ррей (англ. Jenn Elizabeth Murray, род. 1986, Белфаст) — североирландская актриса.

## Биография
Дженн Мюррэй родилась в столице Северной Ирландии Белфасте.
Первый её опыт в кино начался с главной роли во французско-ирландском фильме ужасов «Дороти Миллс». В 2009 году за эту роль она была номинирована на премию Ирландской академии кино и телевидения в категории «Лучшая актриса».
Также в России известен британский двухсерийный художественный фильм «День триффидов», в котором Дженн Мюррей исполнила одну из главных ролей — Сьюзан. Дженн играла эпизодические роли в сериалах «Клиника», «Чисто английское убийство», «Льюис». В 2016 году вышел фильм с её участием — «Фантастические твари и где они обитают».

## Фильмография
| Год  |     | Русское название                       | Оригинальное название                   | Роль                |
| ---- | --- | -------------------------------------- | --------------------------------------- | ------------------- |
| 2008 | ф   | Дороти Миллс                           | Dorothy Mills                           | Дороти Миллс        |
| 2008 | с   | Клиника                                | The Clinic                              | Сорина              |
| 2009 | с   | Чисто английское убийство              | The Bill                                | Руби Диган          |
| 2009 | кор | Солнечный душ                          | Sunshower                               | девушка             |
| 2009 | с   | День триффидов                         | The Day of the Triffids                 | Сьюзан              |
| 2010 | с   | Льюис                                  | Lewis                                   | Шарлотта Корвин     |
| 2011 | с   | Призраки                               | The Fades                               | Натали              |
| 2012 | ф   | На Землю                               | Earthbound                              | Мария               |
| 2013 | кор | Сияние                                 | Radiance                                | Тэш                 |
| 2013 | с   | Дальнобойщики                          | Truckers                                | Мишель              |
| 2014 | ф   | Заветы юности                          | Testament of Youth                      | Дороти              |
| 2015 | ф   | Бруклин                                | Brooklyn                                | Долорес             |
| 2015 | ф   | Тихие омуты                            | Still Waters                            | Ангел               |
| 2016 | ф   | Любовь и дружба                        | Love and Friendship                     | леди Люси Мэнверинг |
| 2016 | ф   | Фантастические твари и где они обитают | Fantastic Beasts and Where to Find Them | Честити Бэрбоун     |
| 2019 | ф   | Малефисента: Владычица тьмы            | Maleficent: Mistress Of Evil            | Герда               |